# Lista de núncios apostólicos em Angola
Lista de representantes papais em Angola.
Ordenado pelo período de exercício da função diplomática em Angola, seguido pelo ano de nascimento e de falecimento.

## Delegados apostólicos
- 1975 – 1983 : Giovanni De Andrea
- 1983 – 1991 : Fortunato Baldelli
- 1991 – 1996 : Félix del Blanco Prieto
- 1997 – 2001 : Aldo Cavalli

## Núncios apostólicos
- 2001 – 2010 : Giovanni Angelo Becciu
- 2010 – 2015: Novatus Rugambwa
- 2015 – 2020: Petar Rajič
- 2020 – 2024: Giovanni Gaspari
- Desde 2024: Kryspin Witold Dubiel